# Gottfried Meyern von Hohenberg
Gottfried svobodný pán Meyern von Hohenberg (německy Gottfried Eduard Karl Maria Freiherr Meyern von Hohenberg) (12. února 1864 Terezín – 3. ledna 1934 Barcelona) byl rakousko-uherský admirál. Jako absolvent námořní akademie sloužil u c. k. námořnictva od roku 1881. Absolvoval několik zaoceánských cest, jako důstojník dělostřelectva a velitel menších plavidel postupoval v hodnostech a v roce 1913 byl jmenován kontradmirálem. Zastával post velitele několika bitevních lodí a větších uskupení námořnictva ve Středomoří i ve východní Asii. V letech 1914–1918 byl prezidentem Námořního technického výboru a před koncem první světové války byl penzionován v hodnosti viceadmirála.

## Biografie

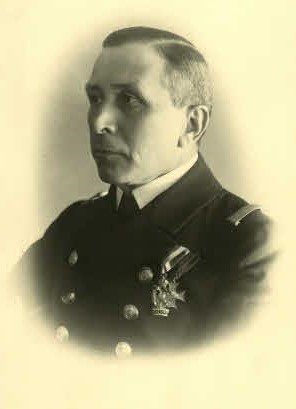
Kapitán Gottfried Meyern von Hohenberg

Pocházel z německé šlechtické rodiny nobilitované v 18. století, narodil se v Terezíně jako starší syn c. k. plukovníka Leopolda Meyerna (1833–1877). Gottfried studoval na gymnáziích ve Vídeňském Novém Městě a Egeru, v letech 1877–1881 pokračoval ve studiu na C. k. námořní akademii v Rijece. V roce 1881 nastoupil jako kadet k námořnictvu a sloužil na různých lodích. V letech 1884–1885 na korvetě SMS Helgoland absolvoval cestu do Ameriky a v roce 1886 získal hodnost praporčíka. Kromě služby u arzenálu a pevnosti v Pule absolvoval kurz pro důstojníky dělostřelectva. Sloužil také u jednotek námořní pěchoty na pevnině a v letech 1891–1893 na korvetě SMS Fasana vykonal další plavbu do Ameriky. V roce 1892 byl povýšen na poručíka II. třídy a v letech 1894–1896 byl ordonančním důstojníkem vrchního velitele námořnictva admirála Sternecka. Poté získal pod velení menší plavidla a v roce 1896 obdržel hodnost poručíka I. třídy. Znovu sloužil u jednotek námořní pěchoty a v letech 1901–1902 byl prvním důstojníkem na výcvikové lodi SMS Gamma a v letech 1905–1906 na křižníku SMS Kaiserin und Königin Maria Theresia. Mezitím v letech 1904–1905 zastával funkci velitele obrněné lodi SMS Kronprinzessin Erzherzogin Stephanie.

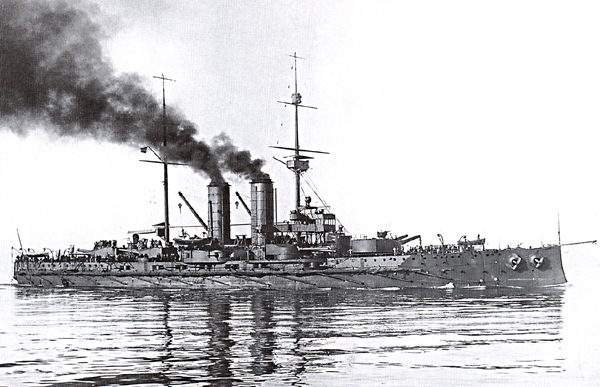
SMS Radetzky, vlajková loď Gottfrieda Meyerna během balkánských válek (1912–1913)

Jako první důstojník na křižníku SMS Kaiserin und Königin Maria Theresia byl 1. listopadu 1905 povýšen na korvetního kapitána, v letech 1906–1907 byl prvním důstojníkem na bitevní lodi SMS Árpád. Na křižnících SMS Szigetvár a SMS Kaiser Franz Joseph I. odcestoval na jaře 1907 na Dálný východ, kde byl v letech 1907–1908 přidělen k rakousko-uherskému velvyslanectví v Pekingu. Zpáteční cestu do Evropy absolvoval na přelomu let 1908–1909 jako velitel křižníku SMS Leopard, mezitím byl 1. května 1908 povýšen na fregatního kapitána. V letech 1909–1910 byl velitelem výcvikové lodi SMS Gamma a v roce 1910 na vlajkové lodi SMS Zenta velitelem torpédové flotily. V prosinci 1910 byl přidělen ke sborovému námořnímu velitelství v Pule a ke dni 1. května 1911 získal hodnost kapitána řadové lodi.
Během roku 1912 vystřídal velení na několika bitevních lodích, v rámci záložní eskadry byl velitelem lodi SMS Erzherzog Ferdinand Max a následně velitelem divize na vlajkové lodi SMS Erzherzog Karl. Během balkánských válek v letech 1912–1913 byl velitelem eskadry na vlajkové lodi SMS Radetzky a 1. listopadu 1913 byl povýšen do hodnosti kontradmirála. V letech 1913–1914 byl zástupcem velitele námořní základny v Pule a po dobu první světové války zastával funkci prezidenta Námořního technického výboru (1914–1918). K datu 1. srpna 1917 byl povýšen na viceadmirála a v květnu 1918 penzionován. Po rozpadu monarchie byl na základě dohod nástupnických států přijat do československé armády v hodnosti kontradmirála ve výslužbě s nárokem na penzi (1919).
Po odchodu do výslužby střídal různá místa pobytu, žil například v Pule nebo Berchtesgadenu, kromě toho také často cestoval. Zemřel náhle 3. ledna 1934 ve věku nedožitých 70 let v Barceloně, kde byl také pohřben na evangelickém hřbitově.

## Rodina
Byl dvakrát ženatý. Poprvé se oženil v roce 1897 v Istanbulu s Gabrielou de Vagliano (1868–1918), dcerou majitele dostihové stáje. Rozvedli se v roce 1910 a Gottfried se ještě téhož roku podruhé oženil v Darmstadtu s baronkou Karolínou von Ende (1872–1943), dcerou německého podplukovníka a dvořana Otty von Ende. Z prvního manželství se narodily dvě děti, syn Gottfried (1899–1936) byl inženýrem, původně sloužil u námořnictva a později se usadil v Londýně jako manažer společnosti Westinghouse Ticket Printing Ltd.
Gottfriedův mladší bratr Albert (1865–1907) sloužil v c. k. armádě a dosáhl hodnosti kapitána u pěšího pluku č. 72. Jejich sestra Amélie (1873–1947) byla manželkou plukovníka barona Augusta Jordise (1867–1939), c. k. plukovníka a velitele husarského pluku č. 15.

## Tituly a ocenění
Byl uživatelem šlechtického titulu svobodný pán, který získala rodina v roce 1854 (titul byl udělen v Sasko-kobursko-gothajském vévodství, kde členové rodiny zastávali vysoké funkce u dvora, státní správě a armádě, pro Gottfriedova otce Leopolda byl titul téhož roku zároveň potvrzen pro Rakouské císařství). Během služby u námořnictva získal vysoká vyznamenání v Rakousku-Uhersku i v zahraničí. Mimo jiné byl členem heraldické společnosti Adler a C. k. jachtařského spolku ve Vídni.

### Rakousko-Uhersko
- Jubilejní pamětní medaile (1898)
- Služební odznak pro důstojníky III. třídy (1907)
- Vojenský jubilejní kříž (1908)
- Mobilizační kříž (1913)
- Řád železné koruny III. třídy (1913)
- Služební odznak pro důstojníky II. třídy (1916)
- komtur Řádu Františka Josefa s válečnou dekorací (1918)

### Zahraničí
- Řád Dannebrog III. třídy (1891, Dánsko)
- Řád pruské koruny III. třídy (1895, Německo)
- Řád Osmanie IV. třídy (1896, Osmanská říše)
- Řád Osmanie III. třídy (1906, Osmanská říše)
- Řád dvojitého draka II. třídy (1909, Čínské císařství)
- Řád pruské koruny II. třídy (1911, Německo)
- čestný rytíř Maltézského řádu (1914, Řád maltézských rytířů)